# 1988 VQ3
1988 VQ3 är en asteroid i huvudbältet som upptäcktes den 12 november 1988 av den japanska astronomen Yoshiaki Oshima vid Gekko-observatoriet.
Asteroiden har en diameter på ungefär 6 kilometer och den tillhör asteroidgruppen Eunomia.